# SMS Novara (1913)
SMS Novara – austro-węgierski krążownik z okresu I wojny światowej. Trzeci okręt  typu Novara (nazywanego także ulepszonym t. Admiral Spaun).
Okręt brał udział w bitwie w Cieśninie Otranto. W jej pierwszej fazie, nad ranem, 15 maja 1917 „Novara” wraz z bliźniaczymi SMS „Saida” i „Helgoland” zatopił 14 trawlerów blokujących cieśninę. W drugiej fazie zespół austro-węgierskich krążowników starł się z krążownikiem „Marsala”, oraz niszczycielami „Carlo Alberto Racchia”, „Indomito”, „Insidioso”, „Impavido”, „Carlo Mirabello”, „Commandant Rivière”, „Cimeterre” i „Bisson”. Podczas pojedynku artyleryjskiego odniósł duże uszkodzenia. Już na początku starcia od wybuchu pocisku artyleryjskiego stracił obsługę jednego z dział. Później został trafiony jeszcze trzykrotnie. Ostatni z pocisków wystrzelony prawdopodobnie przez HMS „Dartmouth” spowodował tak duże uszkodzenia że „Novara” musiała być odholowana do bazy przez bliźniaczą „Saidę”.
Krążownik „Novara” przetrwał I wojnę światową. W 1920 roku został przekazany Francji jako część austro-węgierskich reparacji wojennych. Po wcieleniu do Marine nationale otrzymał nazwę „Thionville” i służył jako okręt szkolny. Po 1932 przycumowany w Tulonie roku pełnił funkcję koszar. W 1941 roku sprzedany na złom.